# 砷酸铒
砷酸铒是铒的砷酸盐，化学式为ErAsO4。它有着很好的热稳定性，其pKsp,c为22.47±0.04。

## 制备
砷酸铒可由砷酸钠（Na3AsO4）和氯化铒（ErCl3）在溶液中反应制得：
Na3AsO4 + ErCl3 → 3 NaCl + ErAsO4↓